# Vadim Krasnoslobodcev
Vadim Anatolyevič Krasnoslobodcev (in russo Вадим Анатольевич Краснослобо́дцев?; 16 agosto 1983) è un hockeista su ghiaccio kazako.

## Palmarès

### Giochi asiatici invernali
- 1 medaglia:
  - 1 oro (Astana-Almaty 2011)